# جان جويل بيريير دومبي
جان جويل بيريير دومبي (بالفرنسية: Jean-Joël Perrier-Doumbé)‏ (مواليد 27 سبتمبر 1978 في باريس - فرنسا) لاعب كرة قدم كاميروني يلعب حاليا لصالح نادي الدرجة الأولى تولوز الفرنسي منذ 2009 في مركز قلب الدفاع .

## روابط خارجية
- جان جويل بيريير دومبي على موقع قاعدة بيانات كرة القدم.إي يو (الإنجليزية)
- جان جويل بيريير دومبي على موقع ناشيونال فوتبول تيمز (الإنجليزية)
- جان جويل بيريير دومبي على موقع Soccerbase.com (لاعب) (الإنجليزية)